# Lagarfljót
Lagarfljót är en sjö i Island. Den är 35 km lång, har en yta på 53 km² och ett största djup på 112 meter.